# Gablitz
Gablitz è un comune austriaco di 4 880 abitanti nel distretto di Sankt Pölten-Land, in Bassa Austria; ha lo status di comune mercato (Marktgemeinde). Tra il 1938 e il 1954 era accorpato alla città di Vienna.